# Naši furianti
Naši furianti je realistické drama Ladislava Stroupežnického s podtitulem „obraz života v české vesnici o čtyřech dějstvích“. Premiéra hry se uskutečnila v roce 1887 v Národním divadle. Publikum hru přivítalo s rozpaky, diváci nebyli zvyklí na „syrové“ vyobrazení venkova, očekávali spíše zidealizovanou podobu (například hry J. K. Tyla). V dialozích nechybí humor, dialogy se skládají z hovorového jazyka, prokládaného jihočeským nářečím. Hra se v různých podobách hraje dodnes.

## Děj
Drama se odehrává ve vesnici Honice (ve skutečnosti realistické zpodobnění Stroupežnického rodiště Cerhonic) na Písecku v roce 1869. Zápletka je prostá, obecní zastupitelé Honic mají rozhodnout, komu přidělí uvolněné místo ponocného. Na ponocného jsou dva kandidáti, vysloužilý voják Valentin Bláha a krejčí František Fiala. Pro Bláhu hlasuje starosta obce Filip Dubský a pro Fialu první radní Jakub Bušek. Dubský s Buškem jsou furianti, vždy musí prosadit svou vůli a vždy mají pravdu (i když ji nemají), nechtějí si navzájem ustoupit už jen z principu. Spor se vyhrocuje nalezením anonymního dopisu, který vyhrožuje požárem vesnice, pokud nebude zvolen Bláha. Bláha je křivě obviněn za údajné sepsání dopisu a vyhrožování paličstvím, Dubský se Bláhy zastává, Bušek ho naopak obvinil. Švec Habršperk, Bláhův přítel, porovnáním rukopisu odhalí skutečného viníka, respektive je schopen prokázat Bláhovu nevinu. Syn Dubského, Václav, se chce oženit s Verunkou Buškovou. Otcové sňatek nechtějí připustit, vedou hádky o případné věno. V závěru při volbě ponocného se odhalí skutečný autor dopisu, napsala ho Kristýna Fialová, dcera Františka Fialy, protože jí to otec nařídil, aby Bláhu zdiskreditoval; po odhalení lsti se tedy ponocným pochopitelně stává Bláha. Habršperk donutí Buška ke smíru s Dubským, a to pod pohrůžkou, že ho udá za pytláctví. Drama končí svatbou Václava a Verunky.

## Filmová adaptace
V roce 1937 vznikl stejnojmenný film v režii Vladislava Vančury a Václava Kubáska. V hlavních rolích hrají: Václav Vydra starší, Antonie Nedošinská, Zdeněk Hora.

## Operní adaptace
Podle hry vznikly dvě opery, a to v roce 1902 opera Furianti Ludvíka Lošťáka a v roce 1949 opera Naši furianti Rudolfa Kubína.